# Herbert Miles
Sir Herbert Scott Gould Miles (Londra, 31 luglio 1850 – Londra, 6 maggio 1926) è stato un ufficiale inglese.

## Biografia
Nel 1869 entrò nel 101º reggimento di fanteria. Nel 1880 venne trasferito nel Inner Temple.
Nel 1889 divenne vice quartiermastro generale presso il Ministero della Guerra e poi fu assistente aiutante generale al comando di Aldershot nel 1893. Nel 1898 è stato nominato comandante del Staff College, a Camberley.
Servì nella Seconda guerra Boera come vice aiutante generale e capo di stato maggiore per il Natal Field Force. Dopo la guerra tornò al suo ruolo presso lo Staff College e poi, nel 1903, divenne comandante delle truppe britanniche a Colonia del Capo. Venne nominato direttore del reclutamento e organizzazione presso la sede dell'esercito nel 1904 e quartiermastro generale delle forze nel 1908.
Dal 1913 fu Governatore di Gibilterra. Nel 1919 si ritirò.